# دافينسون سانشيز
دافينسون سانشيز (Davinson Sánchez) (12 يونيو 1996 في كولومبيا – )؛ هو لاعب كرة قدم كان يلعب كمدافع. يلعب مع منتخب كولومبيا لكرة القدم منذ عام 2016.

## وصلات خارجية
- دافينسون سانشيز على موقع الاتحاد الدولي (مؤرشف)  (الإنجليزية)
- دافينسون سانشيز على موقع الاتحاد الأوربي (الإنجليزية)
- دافينسون سانشيز على موقع اتحاد تركيا (لاعب) (الإنجليزية)
- دافينسون سانشيز على موقع قاعدة بيانات كرة القدم.إي يو (الإنجليزية)
- دافينسون سانشيز على موقع ليكيب (الفرنسية)
- دافينسون سانشيز على موقع ناشيونال فوتبول تيمز (الإنجليزية)
- دافينسون سانشيز على موقع Soccerbase.com (لاعب) (الإنجليزية)
- دافينسون سانشيز على موقع Soccerway.com (الإنجليزية)
- دافينسون سانشيز على موقع عالم كرة القدم.نت (الإنجليزية)
- دافينسون سانشيز على موقع AS.com (الإسبانية)